# Таџичка Аутономна Совјетска Социјалистичка Република
Таџичка Аутономна Совјетска Социјалистичка Република (рус. Таджикская Автономная Социалистическая Советская Республика) била је аутономна република у саставу Узбечке ССР. Основана је 1924. године након укидања три дотадашње совјетске републике, Туркестанске АССР и Бухарске и Хорезманске ССР, и формирања пет нових јединица по националном кључу.
Главни град Таџичке АССР био је Душанбе. Октобра месеца 1929. године, Таџичка АССР је унапређена у статус конститутивне совјетске републике и постала Таџичка Совјетска Социјалистичка Република. Притом је регион Кујанд (данашња провинција Сугд) био издвојен из Узбечке ССР и прикључен новој републици. Душанбе је затим био преименован у Стаљинабад, у част Јосифа Стаљина.